# Ginuk
Ginuk is een bestuurslaag in het regentschap Magetan van de provincie Oost-Java, Indonesië. Ginuk telt 4643 inwoners (volkstelling 2010).